# 永不退縮
《永不退縮》（英語："Won't Back Down"）是美國嘻哈歌手Eminem的歌曲，副歌由美國流行歌手粉红佳人演唱，是Eminem第七張錄音室專輯《好得很》的第四首歌。該歌的製作人為Aftermath唱片公司的DJ哈利勒，並與Eminem、埃里克·阿爾科克（Erik Alcock）和哥倫布·「拉赫吉」·史密斯（Columbus Smith）同為這首歌作詞。歌曲在專輯發行後，獲得多數評論的好評，尤其是歌曲的製作及侵略性更受樂評們讚賞。雖然《永不退縮》並沒有以單曲的形式發行，但還是登上了四個國家的排行榜，並在遊戲《決勝時刻：黑色行動》與其預告中出現，同時也在動作片《不可能的任務：鬼影行動》的預告片中播放。Eminem在專輯發行後亦有在《週六夜現場》與《吉米·法伦深夜秀》中演出該歌。

## 背景與樂曲

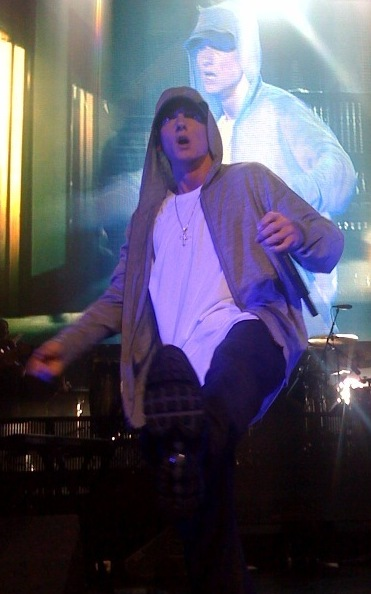
Eminem，本歌的主唱。

《永不退縮》的詞曲由Eminem、DJ哈利勒、埃里克·阿爾科克與哥倫布·「拉赫吉」·史密斯創作。《好得很》中大多數的歌曲皆於密歇根州芬代爾五十四聲工作室和肖像工作室錄製，而這首歌也不例外。錄音的工作則是由麥克·斯詹奇負責。《永不退縮》與同專輯的《無題》（Untitled）及《又來了》的《埋了我》（Underground）是Eminem少數沒有採用4/4拍的歌。原本Eminem認為這首歌作為獨唱較合適，副歌和三節歌詞全都由他來演唱。而曾在同專輯的《無期徒刑》（25 to Life）和《成名在望》（Almost Famous）中跟Eminem合作的莉茲·羅德里格斯（Liz Rodriguez）錄了該歌的副歌。但Eminem在之後的採訪中表示他決定讓粉紅佳人演唱副歌，因為他「覺得如果要讓這首歌聲名大噪，絕少不了她」。《永不退縮》由拉赫吉跟哈利勒聯合製作。

## 迴響
雖然《永不退縮》並沒有以單曲形式發行，但因《好得很》專輯的銷售量帶來可觀的數字，因此仍然登上了四個國家的排行榜。在四個排行榜中，以美國告示牌百强单曲榜的排名最高，在2010年7月10日該週登上第六十二名，但在隔週即落榜。該歌同時也登上澳大利亞、加拿大與英國的排行榜，分別拿下八十七、六十五和八十二名，皆只有上榜一週，在下一週隨即掉出榜外。
《永不退縮》在發行後獲得了多數評論家的好評。Allmusic的大衛·杰弗里斯（David Jeffries）給了一則正面評價，說這首歌像隻「來回徘徊的重金屬怪獸」，並「可以在任何一首提昇自我的混音帶中作為《失去自我》的開頭曲」。但抨擊了歌詞，對歌裡面陸續出現的流行文化玩笑有所批評。特別是其中一個針對迈克尔·J·福克斯的玩笑，說歌裡的歌詞「Make like Michael J. Fox in your drawers, playin' with an Etch-A-Sketch」（原意為：「要搖的像迈克尔·J·福克斯在你的抽屜裡面，玩弄著你的神奇畫板。」其實是在嘲笑迈克尔·J·福克斯罹患帕金森氏症。）跟其他針對他的笑話比起來「並沒有那麼有效」。今日美國的史蒂夫·瓊斯（Steve Jones）稱這首歌「充滿搖滾色彩」，並稱這次跟粉紅佳人的合作提供了「外部的名人效應」。

## 在媒體中的出現
《永不退縮》有出現在遊戲《決勝時刻：黑色行動》ESPN版預告片的混音版中，而預告片於6月14日播出。Eminem也在隨後的E3美国动视大會上演唱該歌。該歌也在遊戲最後的制作人员名单和殭屍模式的「五號」（Five）地圖中以彩蛋的方式出現。而《永不退縮》同時也是2011年動作片《不可能的任務：鬼影行動》官方預告片的配樂。
Eminem曾在現場直播的喜剧小品節目《週六夜現場》中演唱該歌，另外有小韋恩、D12的成員波特先生（Mr. Porter）和伴唱歌手在旁邊陪伴。Eminem在當時演出時身穿藍色的夾克和無邊便帽。Idolator對Eminem該次演出給了正面評價，稱他「再次證明他在這格外憤怒的曲調中仍然是一位轟轟烈烈、精神抖擻的表演者。（就算是以超級大痞子的標準也一樣）。」他同時也曾在《吉米·法伦深夜秀》中演唱該歌。

## 創作團隊
錄製
- 於芬代爾（英语：Ferndale, Michigan）肖像工作室錄製。

主創
- Eminem：人聲、混音與歌曲創作
- DJ哈利勒（英语：DJ Khalil）：製作人、輔助鍵盤和鼓組設計
- 麥克·斯詹奇：錄音和混音
- 喬·斯詹奇：助理工程員
- 埃里克·阿爾科克：吉他
- 粉红佳人：人聲
- 拉赫吉（英语：Rahki）：鍵盤與輔助鼓組設計

附註
- 創作團隊信息來源來自於《好得很》專輯的內附的小冊子。[1]

## 排行榜
| 2010年排行榜                     | 最高 排名 |
| -------------------------------- | --------- |
| 澳大利亞（ARIA）                 | 87        |
| 加拿大（加拿大百強單曲榜）       | 65        |
| 英國單曲榜（英国官方排行榜公司） | 82        |
| 美國（《告示牌》百大單曲榜）     | 62        |

## 銷售認證
| 地區                   | 认证 | 认证单位/销量 |
| ---------------------- | ---- | ------------- |
| 美国（美國唱片業協會） | 白金 | 1,000,000‡    |
| ‡僅含認證的+實際銷量   |      |               |